# Africa occidentale
     Africa occidentale (subregione ONU)
     Il Maghreb, una regione separata dall'Africa occidentale.

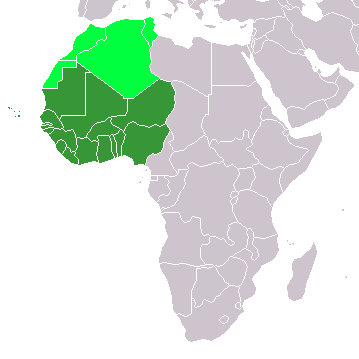
Africa occidentale (subregione ONU)
Il Maghreb, una regione separata dall'Africa occidentale.

L'Africa occidentale è un'area con grandi differenze geografiche, di biodiversità e di culture. Il continente africano è principalmente orientato su un asse nord-sud, con una sporgenza ad ovest, e questa parte sporgente può essere considerata l'Africa occidentale. Non è da confondere con il Maghreb (in arabo "occidentale").

## Geografia
La costa di questa parte di Africa è sul meridionale Oceano Atlantico, la maggior parte della quale nel senso est-ovest. Porzioni di questa costa erano conosciute con i nomi di Costa del Grano, Costa d'Oro e Costa d'Avorio. La tratta degli schiavi fu molto attiva in quest'area; la maggior parte degli afro-americani discende da schiavi trasportati dall'Africa occidentale.
Le zone costiere hanno per la maggior parte clima tropicale, e una cintura di foresta tropicale seguiva una volta la costa attraverso questa fascia. Il nord e le terre continentali sono occupate dalla savana e quindi addentrandosi dal Sahel.

### Stati

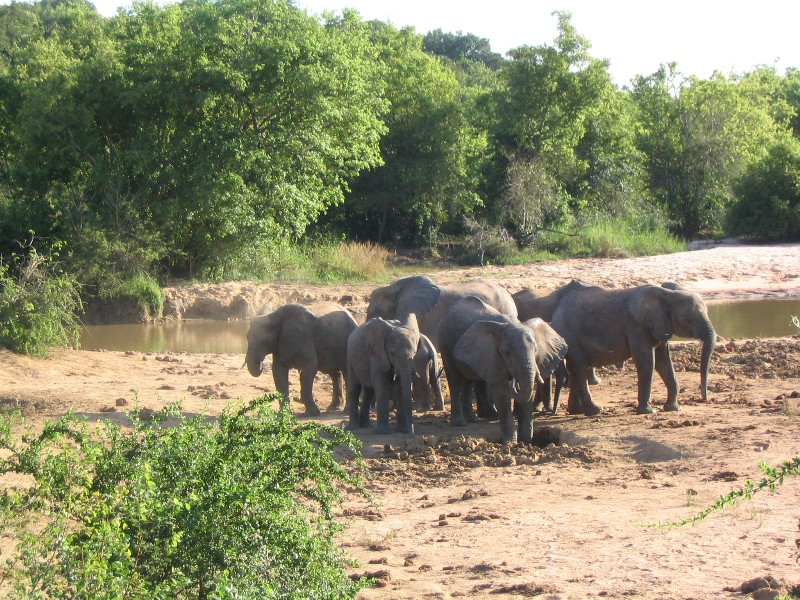
Elefanti in Nigeria

In base alla ripartizione del mondo effettuata dalle Nazioni Unite, l'Africa occidentale è una delle macroregioni in cui è divisa l'Africa. Essa include 16 Stati:
- Benin (Porto-Novo)
- Burkina Faso (Ouagadougou)
- Capo Verde (Praia)
- Costa d'Avorio (Yamoussoukro)
- Gambia (Banjul)
- Ghana (Accra)
- Guinea (Conakry)
- Guinea-Bissau (Bissau)
- Liberia (Monrovia)
- Mali (Bamako)
- Mauritania (Nouakchott)
- Niger (Niamey)
- Nigeria (Abuja)
- Senegal (Dakar)
- Sierra Leone (Freetown)
- Togo (Lomé)

Gli Stati di quest'area (con l'ex potenza colonizzatrice che li controllava) confinanti con l'Atlantico, da nord-ovest a sud-est sono:
- Capo Verde (Portogallo)
- Mauritania (Francia)
- Senegal (Francia)
- Gambia (Regno Unito)
- Guinea-Bissau (Portogallo)
- Guinea (Francia)
- Sierra Leone (Regno Unito)
- Liberia (Regno Unito)
- Costa d'Avorio (Francia)
- Ghana (Regno Unito)
- Togo (Germania, Francia)
- Benin (Francia)
- Nigeria (Regno Unito)

I Paesi senza sbocco sul mare sono:
- Mali (Francia)
- Burkina Faso (Francia)
- Niger (Francia)

Nella definizione di Africa occidentale come macroregione ONU, è compresa anche Sant'Elena, un territorio del Regno Unito, situato nell'Oceano Atlantico. A volte anche il Camerun e il Ciad vengono considerati parte dell'Africa occidentale, mentre altre volte ne è esclusa la Mauritania.
I confini coloniali che si riflettono negli attuali confini fra le nazioni dell'area non tenevano conto dei gruppi etnici e delle linee culturali e spesso dividono singoli gruppi etnici tra due o più stati.

### Geografia fisica
L'Africa occidentale può essere suddivisa in tre zone geografiche principali disposte in senso orizzontale: una fascia settentrionale costituita dal deserto, un'area meridionale con boscaglia e foreste e una parte centrale semidesertica che va sotto il nome di Sahel.
Gran parte dell'Africa occidentale è composta da pianure leggermente ondulate con pochi rilievi montuosi. Tra i più importanti altopiani e catene montuose della regione vi sono la catena che si snoda lungo il confine tra Nigeria e Camerun (la cui vetta più elevata, il Chappal Wadi, misura 2418 m); l'Altopiano di Jos (1781 m) e i Monti Shebsi (2418 m) in Nigeria; il Monte Bintumani (1945 m) in Sierra Leone; il Massiccio dell'Aïr in Niger con il Monte Bagzane (2022 m); la zona che circonda il Monte Nimba (1752 m), al confine tra Guinea, Costa d'Avorio e Liberia; e infine le alture del Fouta Djalon (1538 m), che dalla Guinea occidentale si estendono fino al Senegal sud-orientale. Degne di note sono anche le vette delle isole vulcaniche di Capo Verde, la cui cima più alta è il Fogo (2839 m). Il Monte Camerun (4095 m), nello stato omonimo, è la montagna più alta dell'Africa occidentale.
Nonostante la zona montuosa non sia estesa, dalle montagne dell'Africa occidentale sgorgano diversi fiumi, tra cui il Niger. Altri grandi fiumi della regione sono il Senegal, che segna il confine con la Mauritania; il Gambia, che dà anch'esso il nome al paese che attraversa; il Casamance nel Senegal meridionale; il Volta in Ghana e Burkina Faso; e il Benue (uno dei principali affluenti del Niger) in Nigeria e Camerun.
L'Africa occidentale è delimitata da due straordinari ambienti naturali, il Sahara a nord e l'Oceano Atlantico a sud. Molte grandi città di questa regione - Dakar, Banjul, Bissau, Conakry, Freetown, Monrovia, Abidjan, Accra, Lomé, Cotonou, Porto Novo, Lagos e Douala - si susseguono lungo la costa atlantica come perle di una collana, e in alcune zone formano una distesa urbana senza soluzione di continuità, interrotta solo dai confini nazionali.

## Storia

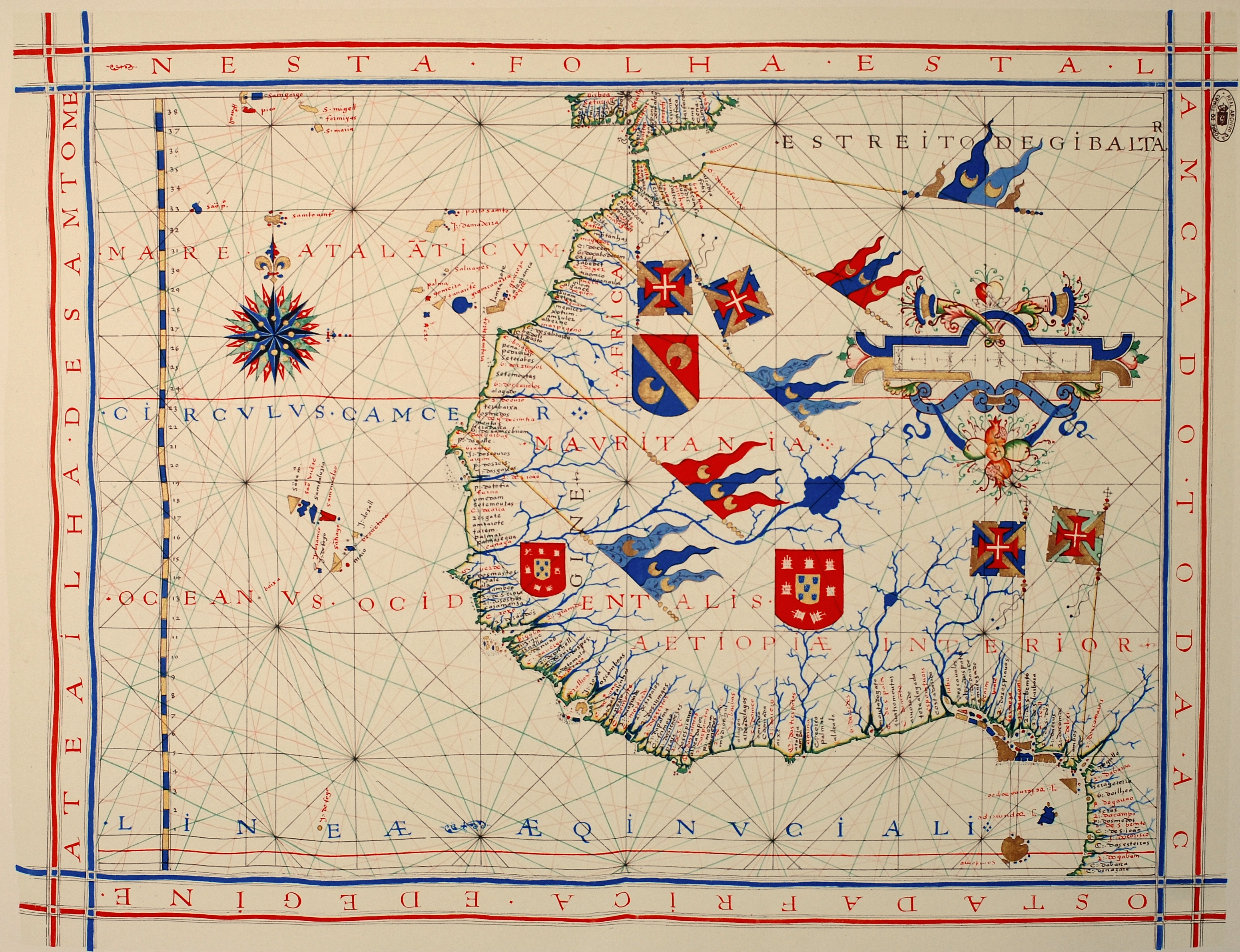
Cartina del 1571

Storicamente, l'area è stata interessata da molti dei maggiori imperi africani, tra i quali l'Impero del Ghana, l'Impero del Mali e l'Impero Songhai. Fu una delle aree del mondo di grande civilizzazione e la grande città di Timbuktu fu uno dei più importanti centri di commercio e di cultura del mondo antico. Stati prosperi e attivi culturalmente prosperarono in Africa occidentale per molti secoli, nonostante svariati fattori, tra cui la tratta degli schiavi, la desertificazione del Sahel, e soprattutto la spartizione dell'Africa da parte delle nazioni europee abbiano portato questi stati ad un graduale declino.

### Preistoria
Studi archeologici a Mejiro Cave hanno appurato che esseri umani, probabilmente del gruppo dei pigmei, arrivarono in Africa occidentale attorno al 12000 a.C. Strumenti per la fabbricazione di pietre microlitiche sono state trovate nella zona della savana dove erano stanziate tribù pastorali avanzate, che utilizzavano scalpelli e lame di pietra e lance. Gli uomini delle tribù della Guinea e delle foreste non utilizzarono i microliti per secoli, ma prosperarono usando strumenti d'osso e di altri materiali. Durante il V millennio, quando gli avi dei moderni africani cominciarono ad entrare nell'area, iniziarono a svilupparsi degli insediamenti agricoli stabili, con prove dell'addomesticamento dei bovini e della coltivazione dei cereali. Attorno al 3000 a.C. un altro grande cambiamento avvenne nelle società dell'Africa occidentale, con l'invenzione di arpioni e ami da pesca primitivi.
Un'intensa migrazione degli allevatori di bovini del Sahel ebbe luogo nel III millennio a.C., e le comunità pastorali incontrarono le sviluppate comunità di cacciatori-raccoglitori della regione della Guinea. La selce era di più facile reperibilità nella zona e aveva reso l'uso dei microliti per la caccia molto più facile. La migrazione degli allevatori del Sahel fu probabilmente causata dalla desertificazione totale del deserto del Sahara durante tale millennio, che contribuì grandemente all'isolamento dell'Africa occidentale dai mutamenti tecnologici e culturali in Europa e nella costa mediterranea del nord Africa. Nonostante ciò, l'utilizzo sempre maggiore del ferro e la diffusione delle tecnologie per la sua lavorazione portarono ad un miglioramento nella costruzione di armi e permisero agli agricoltori di aumentare la loro produttività e di produrre quel surplus di prodotti agricoli che permetterà la nascita delle città-stato che saranno ricomprese negli imperi.
Nel 400 a.C. ci furono contatti con le civiltà mediterranee, in particolare con Cartagine e un regolare commercio di oro veniva condotto dai berberi del Sahara come annotato da Erodoto. Il commercio era molto limitato prima dell'utilizzo del dromedario, ma beni di provenienza mediterranea potevano arrivare fino al nord dell'attuale Nigeria. Si era sviluppato un fiorente commercio attraverso il quale gli abitanti dell'Africa occidentale esportavano oro, tela di cotone, ornamenti metallici e pellami verso nord attraverso le rotte dei commerci trans-sahariane in cambio di bronzo, cavalli, sale, tessuti e perline. Successivamente anche l'avorio, gli schiavi e le noci di kola furono oggetto di scambio.

### L'età degli imperi

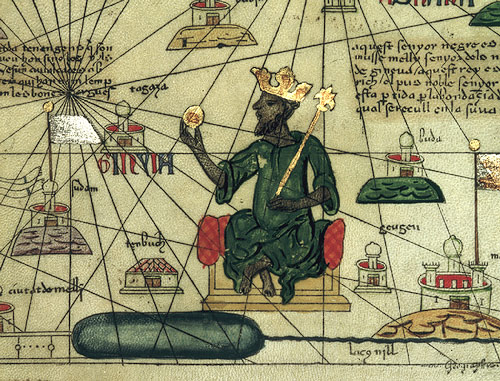
Mansa Musa con una pepita d'oro in un particolare dell'Atlante catalano del 1375

Fu proprio il commercio il motore che diede l'impulso all'ulteriore sviluppo delle civiltà dell'Africa occidentale. Mentre la siderurgia era giunta nell'area dell'attuale Nigeria intorno al V secolo d.C., dando origine alla civiltà di Nok, intorno all'VIII secolo una casta di re guerrieri (o Ghana) si impose nell'area degli attuali Senegal, Mauritania e Mali, fondando quello che è oggi conosciuto come Impero del Ghana, che prosperò grazie al controllo della parte meridionale delle principali rotte commerciali trans-sahariane, prima di essere distrutto da un'invasione almoravide nel 1052.
Tra i regni che lottarono per ripristinare l'egemonia sulla regione emerse nel 1240 il regno mandingo di Malel che, sotto la guida di Sundiata Keita, divenne l'Impero del Mali. Questo nuovo impero prosperò per molti secoli, raggiungendo il suo apogeo nel XIV secolo sotto Mansa Musa, e arrivando a controllare la maggior parte dell'Africa occidentale subsahariana. Nel XV secolo, i Songhai, un popolo che abitava ai confini orientali dell'impero, approfittarono di una serie di lotte dinastiche per invadere la maggior parte delle terre del Mali, dando il via all'ultimo dei grandi imperi dell'Africa occidentale, l'Impero Songhai, che fu a sua volta distrutto da un'altra invasione dal Marocco nel 1591.
In questo modo il Marocco intese prendere possesso direttamente delle importanti città carovaniere di Gao, Timbuktu e Djenné, nonché dei giacimenti auriferi e dei mercati del salgemma e degli schiavi. In seguiti i Bamana, popoli di etnia mandinka dediti all'agricoltura sotto la dominazione arabo-berbera, costituirono sulle rovine dei grandi imperi i due regni islamizzati di Kaarta e di Segou, entrambi avversati dai Tuklor provenienti dalla regione del Senegal. Nel 1659 tuttavia la dinastia sadiana del Marocco finì, e con essa l'unità del bacino del fiume Niger. Tuttavia nel frattempo l'importanza delle rotte carovaniere del Sahel era diminuita poiché si erano formate delle nuove rotte commerciali per lo sfruttamento delle risorse dell'Africa occidentale subsahariana, gestite dagli Europei, aventi come avamposti la costa del Senegal, il fiume Gambia e la costa del golfo di Guinea.

### Età moderna

#### Contatti con gli europei
Terminata la Reconquista della Penisola Iberica, nel XV secolo le esplorazioni dei sovrani iberici proseguirono verso le coste dell'Africa Occidentale. Per iniziativa del re del Portogallo Manuele I l'Avventuroso, i Portoghesi installarono colonie commerciali nell'arcipelago di Capo Verde e alla foce del fiume Senegal, come la città di Dakar, e strinsero accordi con il popolo Wolof, che dal XIII secolo si era emancipato dalla sottomissione all'impero del Mali e grazie alla protezione dei Portoghesi divenne fiorente nel XV secolo. Le colonie portoghesi furono terminali per il commercio di schiavi malinké, che venivano catturati dai Wolof nella regione interna.
L'impero del Mali era a quel tempo insidiato anche a nord dai berberi Tuareg e ad est dalla competizione dell'impero Songhai per il controllo delle rotte carovaniere del Sahel, che rifornivano il Maghreb arabo di oro, rame, salgemma e avorio procacciati dal popolo Akan nella regione del golfo di Guinea. Gli Akan, il cui centro principale era Kumasi, nell'attuale Ghana, sarebbero stati i discendenti dell'antico impero del Ghana, che estraevano l'oro per gli Arabi del Maghreb, ma erano costretti a servirsi dell'intermediazione dell'impero del Mali. Gli Europei, pertanto, si insediarono in Africa occidentale per intercettare questi commerci alla fonte.
Circa dal 1549 i Portoghesi causarono la frammentazione del regno Wolof e penetrarono nell'entroterra risalendo il corso del fiume Gambia; ma già nel 1588 vendettero le loro basi ad alcuni mercanti inglesi. Nel 1618 il re d'Inghilterra Giacomo I concesse lo sfruttamento dell'Africa occidentale ad alcune compagnie britanniche, che si concentrarono prima in Gambia, in seguito soprattutto nella Costa d'Oro abitata dagli Akan. Questi ultimi, sotto la guida del clan Okoyo, si riunirono nella confederazione Ashanti fondando un impero che fino alla fine del XVII secolo contese alle Compagnie inglesi il controllo della regione.
Oltre alla colonia britannica della Costa d'Oro, terminale dello sfruttamento delle miniere aurifere, furono stabilite basi portoghesi, olandesi e francesi ad ovest di essa nella Costa d'Avorio (attuale Cote d'Ivoire), terminale del mercato dell'avorio, che tuttavia non penetrarono nell'interno, in quanto la caccia intensiva agli elefanti ne produsse nell'arco di qualche secolo la completa estinzione dall'area e la conseguente perdita di interesse all'insediamento stabile.
Nel frattempo nel 1651 i Britannici vendettero il Gambia al duca di Polonia, mentre contesero il controllo degli insediamenti circostanti ai Francesi fino al trattato di Parigi del 1783, che assegnò il bacino del Gambia ai Britannici e quello del Senegal ai Francesi, che divenne una colonia nel 1814, con capitale Dakar.
Si stima che nei tre secoli in cui è durato il commercio degli schiavi gestito dagli Europei oltre tre milioni di schiavi malinké siano passati per il fiume Gambia, che era il terminale del sistema internazionale del commercio degli schiavi, le cui navi negriere facevano poi scalo a Capo Verde e si dirigevano quindi nelle colonie europee in America per servire come manodopera nelle monocolture a servizio del mercato europeo.

### Età contemporanea

#### La corsa all'Africa
Il Secondo Impero francese conquistò l'antico impero del Mali in Africa occidentale, corrispondente al bacino dell'alto Niger nel 1864, che divenne la colonia del Sudan francese.
In seguito alla conferenza di Berlino del 1884 sulla spartizione dell'Africa, l'Impero tedesco si annetté una striscia di terra a est della Costa d'Oro, il Togoland, mentre i Britannici si estesero dalla Costa d'Oro verso l'interno con quattro guerre contro gli Akan, annettendo l'impero Ashanti; i Francesi invece, fondarono la Costa d'Avorio nel 1886, da cui si estesero verso l'interno combattendo contro i Mande fino al 1893, e dal 1896 contro i Mossi dell'Alto Volta, e sottrassero la Guinea ai Portoghesi, che conservarono soltanto l'attuale Guinea-Bissau. Dalle quattro colonie francesi di Senegal, Sudan francese (attuale Mali), Costa d'avorio e Guinea, nacque così l'Africa Occidentale Francese, nel 1904, con capitale Dakar; si aggiunsero negli anni seguenti le colonie dell'Alto Volta (attuale Burkina Faso), Benin, Niger e Mauritania. Dal 1918, a seguito della dissoluzione dell'Impero tedesco, il Togoland fu amministrato congiuntamente da Britannici e Francesi.

#### La decolonizzazione
Gli imperi coloniali europei cominciarono a declinare dopo alcuni anni dalla seconda guerra mondiale.
L'Impero coloniale francese terminò ufficialmente nel 1946 con la nascita della quarta Repubblica francese, sebbene le ex colonie restassero legate alla madrepatria nell'Unione francese.
Anche l'Impero britannico avviò dal 1946 un processo di indipendenza per le sue colonie tendente al loro ingresso come Stati indipendenti nel Commonwealth. La Costa d'oro ottenne una Costituzione nel 1946, revisionata nel 1951, che introduceva libere elezioni amministrative, pur lasciando la guida politica del Paese e le forze di sicurezza in mano alle autorità coloniali: alle elezioni del 1951 il partito indipendentista di Kwame Nkrumah ottenne la maggioranza, seguito dal partito autonomista Ashanti. Nel 1955 fu annessa alla Costa d'oro la parte britannica dell'ex Togoland tedesco (mentre la parte francese fu riunita all'Unione francese come Togo). Nel 1957 la Costa d'oro, con il nome di Ghana, fu primo Stato dell'Africa occidentale a ottenere l'indipendenza, guidata da Nkrumah che ne ottenne nel 1960 la presidenza.
Nel frattempo, a seguito delle sconfitte nella guerra del Vietnam e nella guerra in Algeria nel 1956, nacque la quinta Repubblica francese del generale de Gaulle, che, dopo aver riconosciuto l'indipendenza all'Algeria, si decise a concedere autonomia a tutte le colonie dell'Unione francese, che poterono liberamente decidere se aderire o meno alla Comunità francese; subito optarono per l'indipendenza nel 1958 la Guinea, sotto la guida di Ahmed Sékou Touré, e il Togo, guidato da Sylvanus Olympio. Il Ghana tentò una confederazione con la Guinea, rimasta isolata dal sistema economico della Comunità francese, ma già nel 1960 anche le altre ex colonie francesi optarono per l'indipendenza portando la Comunità francese a dissolversi: la repubblica del Dahomey (attuale Benin) con presidente Hubert Maga, l'Alto Volta (attuale Burkina Faso), con presidente Maurice Yaméogo, il Niger, con presidente Hamani Diori, la Costa d'Avorio, con presidente Felix Boigny, e la repubblica Sudanese (attuale Mali), con presidente Modibo Keïta, da cui si separò il Senegal, con presidente Leopold Senghor.
Dal 1962 al 1965 anche il Gambia si rese indipendente dal Regno Unito, pur restando nel Commonwealth fino al 1970, in seguito il presidente Jawara tentò una confederazione con il Senegal.

#### La guerra fredda
In alcuni casi, quando la classe dirigente era legata al precedente sistema coloniale, le antiche colonie cercarono di conservare i rapporti privilegiati con la madrepatria, come il presidente ivoriano Felix Boigny, che nel periodo coloniale era stato un sindacalista del lavoratori delle piantagioni, poi un membro del Parlamento francese e un Ministro francese, e governò il Paese ininterrottamente fino al 2000, o il presidente senegalese Leopold Senghor, succeduto nell'81 da Abdou Diouf. In altri casi le colonie ruppero i rapporti con la madrepatria, e si instaurarono governi dittatoriali, come in Guinea con la dittatura malinké di Ahmed Sékou Touré, allineata su posizioni filosovietiche, e proseguita alla sua morte da Lansana Conté, o nel Mali di Modibo Keïta, su posizioni filosovietiche, deposto nel 1968 da Moussa Traoré, che ha poi governato fino al 1992, o in Togo, dove, dopo il golpe del 1963 di Nicolas Grunitzky, ci fu quello del 1967 di Gnassingbé Eyadema, che, mantenendo il Paese su posizioni pro-USA, governò fino alla sua morte nel 2005. In altri Paesi, complice il contesto della guerra fredda, la transizione fu più difficile, con il succedersi di ripetuti golpe e dittature militari, come in Dahomey, con i golpe di Christophe Soglo nel 1963, Hubert Maga nel 1970 e Mathieu Kerekou nel 1972, che allineò il Paese all'URSS e gli diede il suo nome attuale di Benin, o nell'Alto Volta, con i golpe di Sangoulé Lamizana nel 1966, Saye Zerbo nel 1980, Jean-Baptiste Ouedraogo nel 1982 e Thomas Sankara nel 1983, che allineò il Paese all'URSS e gli diede il suo nome attuale di Burkina Faso, deposto da Blaise Compaoré del 1987, che riportò il Paese nell'area pro-USA e governò ininterrottamente fino al 2014, o in Ghana dove dopo il golpe dell'esercito contro Kwame Nkrumah nel 1966, governarono Ignatius Acheamphong fino al 1979 e Jerry Rawlings, o in Niger, dove dopo la deposizione di Diori nel 1974 si susseguirono dittature militari.

#### Il cammino verso il multipartitismo
Con la fine della guerra fredda, in molti Paesi è stato imposto il multipartitismo, ma in alcuni casi le elezioni hanno confermato con plebiscito i precedenti dittatori, come Conté in Guinea, Compaoré in Burkina Faso o Eyadema in Togo, seguito dal 2005 da suo figlio, o Boigny in Cote d'Ivoire, seguito con elezioni di fatto monopartitiche da Bedié e Gbagbo nel 2000, sebbene infine le elezioni del 2010 abbiano portato alla vittoria il candidato dell'opposizione Ouattara. In altri casi il multipartitismo ha consentito un inizio di vera democrazia, come in Benin con libere elezioni nel 1996 che hanno riconfermato Kerekou ma nel 2006 vinte da Boni, in Senegal con libere elezioni nel 2000 e 2007 vinte da Wade e nel 2012 vinte da Sall, o in Ghana, con libere elezioni nel 2000 vinte da Kufuor e nel 2009 vinte da Mills, o in Mali, con libere elezioni nel 1992 vinte da Konaré, nel 2002 vinte da Amadou Touré e, pur dopo il golpe di Sanogo e un governo ad interim durante l'insurrezione della regione Tuareg dell'Azawad negli anni 2012-13, nuove elezioni nel 2013 vinte da Keita. In altri casi proseguono ancora sistemi monopartitici dittatoriali, come in Gambia, a seguito del golpe del 1994 del colonnello Jammeh, o in Mauritania, a seguito di golpe nel 2005 di Abdallahi e nel 2008 di Abdel Aziz.

#### L'integrazione regionale
Tutti questi Paesi sono dal 1975 riuniti nell'CEDEAO, unione economica degli Stati dell'Africa occidentale, e perseguono il tentativo di una graduale confederazione economica e politica.